# خاندان سانادا

مون خاندان سانادا

خاندان سانادا (به ژاپنی: 真田氏 Sanada-shi) یکی از خاندان‌های ژاپنی بود. مقر این خاندان قلمروی ماتسوشیرو (امروزه استان ناگانو) بود.
در طول تاریخ ۴ فرمانده مؤثر جنگی و معروف در خاندان تاکدا از این خاندان بودند:
سانادا یوکیتاکا: پدر خانواده و یکی از بیست و چهار ژنرال تاکدا شینگن،
سانادا نوبوتسونا: پسر ارشد سانادا یوکیتاکا
سانادا ماسایوکی: پسر دوم،
سانادا ماساترو: پسر سوم.
پس از نابودی خاندان تاکدا سانادا یوکیمورا پسر دوم ماسایوکی و برادرش به خدمت تویوتومی هیده‌یوشی درآمدند (۱۵۸۷)و پس از مرگ تویوتومی هیده‌یوشی و برای دفاع از خاندان او از حمله توکوگاوا ایه‌یاسو برای به دست آوردن شوگون‌سالاری سانادا یوکیمورا با توکوگاوا و علیه برادرش قرار گرفت زیرا برادرش با دختر هوندا تاداکاتسو که یکی از ژنرال‌های ایه‌یاسو بود ازدواج کرد و برادرش یوکیمورا پس از نبرد سکیگاهارا در محاصره اوساکا کشته شد.

## دوره ادو

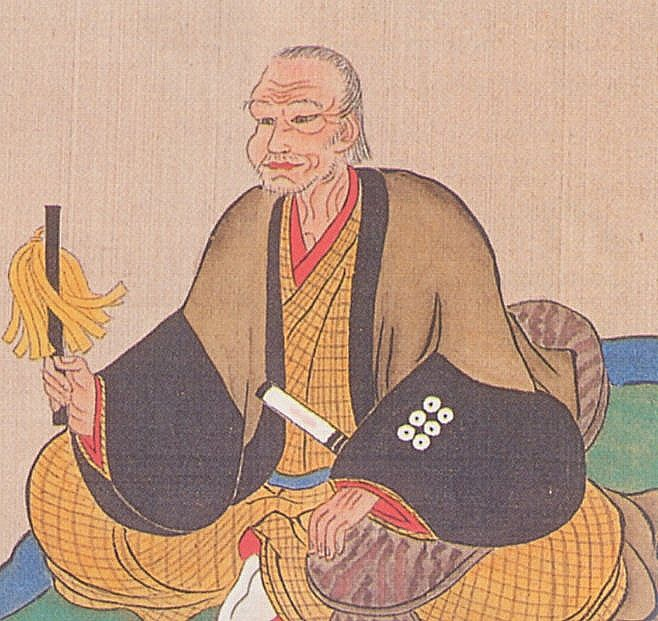
سانادا ماسایوکی

در دوره ادو سانادا نوبویوکی پسر بزرگ ماسایوکی رهبری خاندان سانادا را گرفت او در (۱۶۰۰) به خدمت توکوگاوا ایه‌یاسو درآمد و همچنین  کنترل قلعه اودا را در ولایت شینانو و قلمروی ناماتا را در ولایت کوزوکه با درآمد ۶۵۰۰۰ ککو به‌دست آورد. در سال ۱۶۲۲ سانادا نوبویوکی به قلمروی ماتسوشیرو منتقل شد.

## سرپرست‌های خاندان
1. سانادا یوکی‌یوشی (نادیده گرفتن)
2. سانادا یوکی‌تاکا
3. سانادا نوبوتسونا
4. سانادا ماسایوکی
5. سانادا نوبویوکی
6. سانادا نوبوماسا
7. سانادا یوکیمیچی
8. سانادا نوبوهیرو
9. سانادا نوبویاسو
10. سانادا یوکیهیرو
11. سانادا یوکیتاکا
12. سانادا یوکیتسورا
13. سانادا یوکینوری
14. سانادا یوکیموتو

## اعضای مهم
- سانادا یوکی‌تاکا (۱۵۱۲–۱۵۷۴)
- سانادا نوبوتسونا (۱۵۳۷–۱۵۷۵)
- سانادا ماساترو (۱۵۷۵. مرگ)
- سانادا ماسایوکی (۱۵۴۷–۱۶۱۱)
- سانادا نوبویوکی (۱۵۶۶–۱۶۵۸)
  - کوماتسوهیمه (۱۵۷۳–۱۶۲۰)
- سانادا یوکیمورا (۱۵۶۷–۱۶۱۵) همچنین به نام سانادا نوبوشیگه شناخته می‌شود
  - چیکورین-این (۱۵۷۹–۱۶۴۹)
- سانادا نوبویوشی (۱۵۹۳–۱۶۳۴)
- سانادا نوبوماسا (۱۵۹۷–۱۶۵۸)
- سانادا یوکیماسا (۱۶۰۰–۱۶۱۵) همچنین به نام سانادا سانادا دایسوک شناخته می‌شود
- سانادا مورینوبو (۱۶۱۲–۱۶۷۱) همچنین به نام سانادا دای‌هاچی شناخته می‌شود

## نگهدارنده‌های مهم
- ساکوما شوزان (۱۸۱۱–۱۸۶۴)
- هایاشی سانادا (۱۸۰۳–۱۸۴۲)

## تلویزیون
سانادا مارو (مجموعه تلویزیونی تایگا) که مربوط به تاریخ ژاپن است و بخشی از تاریخ خاندان سانادا را شرح می‌دهد.